# Nyctemera timorensis
Nyctemera timorensis là một loài bướm đêm thuộc phân họ Arctiinae, họ Erebidae.